# Интервью с Путиным

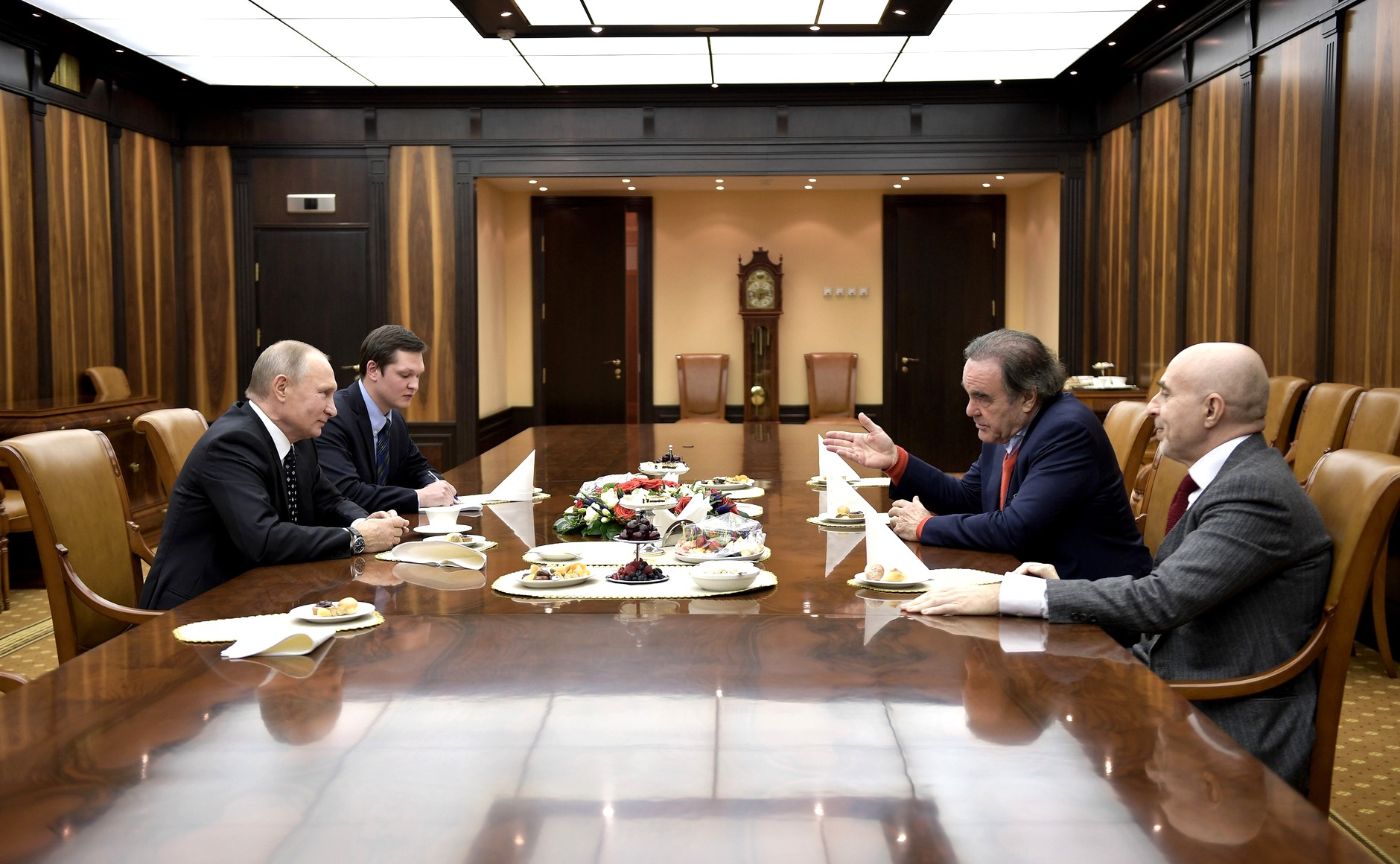
Оливер Стоун
с Президентом России Владимиром Путиным. Москва, Кремль, 1 декабря 2017 года

«Интервью с Путиным», «Путин» (англ. The Putin Interviews) — четырёхсерийный документальный фильм 2017 года режиссёра Оливера Стоуна о президенте Российской Федерации Владимире Путине.
Оливер Стоун задает Владимиру Путину вопросы на различные темы, включая отношения России и США, расширение НАТО и развёртывание ПРО в Европе, войны в Сирии и на Украине, деятельности Эдварда Сноудена. Также в фильме рассказывается о биографии Путина, в том числе и о том, что раньше он держал в секрете.

## Сюжет
Фильм делится на четыре серии, которые были показаны 12—15 июня 2017 года на американском телевидении.
В одном из эпизодов Путин отметил, что американские спецслужбы помогали террористам во время чеченской войны. По его словам, США используют террористов «для раскачки внутриполитической ситуации», кроме того, он допустил, что США хотят разрушить российскую экономику и сменить власть в стране. Путин в ходе интервью заявил о наличии у него доказательств сказанного, предъявить которые в открытый доступ он не может.
Также много говорили о нынешнем состоянии российско-американских отношений, о президенте США Дональде Трампе и утверждениях по поводу вмешательства России в американские выборы, обсуждали отношения с НАТО, ситуацию в Сирии, на Украине и многое другое. Во время этих интервью Владимир Путин ответил на вопросы Стоуна о своей профессиональной карьере, взаимоотношениях с Клинтоном, Бушем, Обамой и Трампом, Ельциным, Горбачёвым. В беседах говорили также о политическом наследии Сталина и Рейгана, о проблемах государственной слежки, о побеге Сноудена в Москву и др. В фильме использована хроника ключевых событий, о которых шла речь в интервью.
В третьей части фильма, записанной в феврале 2016 года, Путин демонстрирует Оливеру Стоуну с мобильного телефона видео «работы нашей авиации» в Сирии при «попытке зайти с территории Турции». Как выяснили журналисты сайта Meduza и участники Conflict Intelligence Team, это видеосъемка того, как два американских вертолета «Апач» атакуют талибов в Афганистане, опубликованная на сайте military.com в 2012 году, на которую наложены переговоры украинских пилотов в районе аэропорта Донецка в 2014 году (среди доказательств — обозначение американских систем TADS и FLIR и покадровое сравнение двух видео, в переговорах речь идёт о стеклянном здании). Кремль заявлял, что предоставленная Минобороны запись отображает реальные кадры работы российской авиации (по данным РБК, Путин перед интервью специально обратился в министерство за видео, которое подготовили в Генштабе), Оливер Стоун также отказался верить в подлог, Минобороны никак не прокомментировало ситуацию. Сам Стоун назвал этот эпизод «мелочью», отметив, что у Путина не было желания врать.

## Создание
Режиссёр Оливер Стоун познакомился с Владимиром Путиным во время своей поездки в 2015 году в Россию для бесед с Эдвардом Сноуденом в процессе создания фильма о нём.
Подготовка проекта «Интервью с Путиным» шла два года, в течение которых Стоун неоднократно встречался с президентом, последний раз состоялся после выборов президента США. Всего с июля 2015 года по февраль 2017 года было записано 30 часов интервью, которые были сгруппированы в 12 бесед.
По словам Стоуна, основная цель фильма состоит в том, чтобы США услышали и поняли другую точку зрения, чтобы предотвратить дальнейшее ухудшение отношений между странами.
Комментируя беседы с Путиным, Стоун сказал, что тот впечатлил его своими лидерскими качествами, отстаиванием интересов России: «Он — истинный сын России». Стоуну импонирует дисциплинированность, работоспособность, выносливость российского президента.

## Трансляция
Премьера фильма состоялась на телеканале Showtime 12 июня 2017 года в 21:00 по североамериканскому восточному времени, остальные серии транслировались каждый день до 15 июня. До премьеры для американских журналистов был устроен предпоказ двух серий.
19—22 июня российский «Первый канал» показывал фильм под названием «Путин». Выкупленные за 3,5 млн долл. права на трансляцию распространялись не только на Россию, но и на несколько стран СНГ.
Перед трансляцией фильма на «Первом канале» Роскомнадзор потребовал от 113 сайтов и хостинг-провайдеров удалить его копии; это требование выполнил 81 сайт.
Фильм также вышел на экранах в Великобритании, Германии, Италии, Франции и других странах.
Повторный показ фильма начался 12 февраля 2018 года, до начала агитационного периода предстоящих президентских выборов. Глава партии «Яблоко» Эмилия Слабунова направила в Центризбирком обращение с просьбой принять меры для предотвращения показа фильма, который согласно пояснениям ЦИК может считаться агитационным материалом. Позже к обращению присоединился штаб Ксении Собчак. Глава ЦИК Элла Памфилова не нашла в картине элементов агитации, но предложила отложить дальнейший показ фильма. Руководство телеканала приняло это требование, лишив своих зрителей возможности увидеть заключительную четвёртую серию.

## Реакция
Ряд американских СМИ выступил с критикой фильма и режиссёра. Автор американского журнала Foreign Policy Эмили Тэмкин критикует Стоуна за «подобострастие» и «потворствование своему герою в высказывании конспирологических теорий и бездоказательных заявлений», а также использование клише, игнорирование деталей и замалчивание ряда тем (избрание, теракты в Москве и Беслане, протестное движение и его преследование). Критик Variety Соня Сарайя к заслуге Стоуна относит то, что ему удалось близко показать Путина и в ряде случаев выразить скептическое отношение. Несмотря на то, что в фильме Путин показан компетентным лидером, фильм не создает впечатление, что Путин менее опасен.
Доминик Руше в The Guardian отмечает, что большая часть отзывов на фильм появилась, когда критики посмотрели первые два часа, в которых Путина представляют с симпатией. Однако затем Стоун становится более критичным, во второй половине фильма режиссёр «давит» на Путина, в результате чего «маска Путина даёт трещины». Автор называет фильм «блестящей победой» режиссёра.
Мередит Блейк в Los Angeles Times пишет, что в изображении Стоуна Путин предстаёт «проницательным, трезвым и очень дисциплинированным руководителем», хотя и с элементами саморекламы, когда он скабрёзно шутит о «мытье в душе с геями и о менструальных циклах у женщин».
Newsweek называет фильм Стоуна «срежиссированным фарсом» и полагает, что Стоун был настолько «опьянён» возможностью общения с Путиным, что его бдительность притупилась и он не задавал Путину очевидные вопросы. Марлоу Стерн с сайта «Daily Beast» назвал фильм «безответственным любовным письмом» Путину, и предварил свой текст анонсом «Когда Америка посылает своих людей брать интервью у Владимира Путина, она не шлёт лучших». По мнению Стерна, Стоун в первых двух сериях уступил трибуну Путину, позволяя «экс-оперативнику КГБ вертеть фактами». Шведский SVT отмечает, что Стоун был пассивен и не возражал Путину, что сделало его пропагандистом на службе Путина.
По мнению Bloomberg, «путинские интервью всегда бессмысленны», журнал Rolling Stone отметил, что «лестью невозможно добиться информации». Алекс МакЛеви в статье «Пора, наконец, стать взрослым, Оливер Стоун» для A.V.Club пишет о нём, как об историческом ревизионисте, «мастере выборочного изложения фактов», и стороннике теории заговора, а фильм находит удручающим разочарованием для представителя всего политического спектра США. «Süddeutsche Zeitung» отнесла фильм Стоуна к разряду «порнографических», отмечая, что Стоун не перепроверяет и не возражает тому, что Путин говорит в интервью.
Die Zeit пишет, что Стоун снял пропагандистский фильм о «божественном» облике Путина, который показан таким «симпатичным, вдумчивым, весёлым, милым и харизматичным, что ему можно было бы даже нападение на Польшу простить». Журналист Guardian Марк Лоусон полагает, что Стоун сослужил демократии прекрасную службу, поддавшись Путину в первых двух эпизодах, но нокаутировав его вопросами о Крыме и хакерских атаках в четвёртой серии. Также Лоусон отмечает, что Стоуну удалось показать гомофобный и сексистский характер шуток Путина, и его навязчивые идеи, связанные с ЦРУ.
Newsweek назвал интервью «мастер-классом по самоуничтожению» и увидел в фильме лишь одно — как «психически больной режиссёр лижет Путину башмаки в 4-х частях». Reuters полагает, что Стоуну должно быть стыдно: «Свободный и успешный гражданин демократической страны с крепким гражданским обществом стал рупором российской пропаганды».
Deutsche Welle, о реакции немецких СМИ пишет, что ключевое слово в этих публикациях — «пропаганда». Например, Neue Zürcher Zeitung приводит примеры, где Стоун «подает реплики», в ответ на которые Путин произносит пропагандистскую речь. «Так много агитпропа мы давно не видели», — резюмирует Neue Zürcher Zeitung. Реакцию самого Стоуна на критику фильма DW находит «поразительно саморазоблачительной»
Сам Стоун в интервью «Российской газете» сравнил реакцию ряда американских СМИ с романом «1984» писателя Джорджа Оруэлла: «Это организованная неделя ненависти. Прямо министерство правды». Он также отметил, что снимает фильмы не в угоду Госдепу и американскому общественному мнению: «Я свободен. Для меня это свобода самовыражения».

### В России
В марте 2017 года пресс-секретарь Владимира Путина Дмитрий Песков назвал Оливера Стоуна «человеком талантливым, человеком непредсказуемым в плане творческих проявлений» и сообщил, что Путин и его администрация с нетерпением ждут выхода фильма.
Как отмечали журналисты, документальный фильм раскрывает мировоззрение и самого режиссёра, солидарного по ряду вопросов с Путиным.
Российский журналист Владимир Кара-Мурза-старший считает, что данный фильм-интервью был заказан американскому режиссёру специально под грядущие президентские выборы в России: «Политизированный режиссёр, он и сам мог проявить инициативу записи такого интервью. Но больше верю в то, что этот документальный фильм ему всё-таки заказали к российским президентским выборам, создав все условия для работы. Думаю, проводился своего рода кастинг, и Стоуна выбрали по двум причинам. Во-первых, он американец, а Кремлю принципиально важно, чтобы о „хорошем Путине“ пели не только российские соловьи, но и представители „вражеского гнезда“. А во-вторых, нужен был режиссёр с именем…».
«Российская газета» называет подход Стоуна «дерзким вызовом стройному хору голосов вашингтонских политиков и американской мейнстрим прессы», она отмечает: «Те, кто посвятил жизнь созданию из России образа врага, дикого и мрачного государства, яростно бросились на защиту своих догм».
Телеобозреватель «Новой газеты» Ирина Петровская охарактеризовала фильм как «парадный портрет, который льстит апологетам главного героя», отметив, что Стоун «недалеко ушел от записных российских пропагандистов». Она назвала стиль поведения режиссёра с Путиным «игрой в поддавки», подчеркнув, что «за такие вопросы в учебных интервью студентам журфака ставят „неуд“».
Первую серию «Интервью с Путиным» по предварительным данным Mediascope (ранее TNS Russia) в Москве смотрело 1,5 млн зрителей в возрасте от четырёх лет, её телевизионный рейтинг составил 11,1 %, доля — 31,9 % (служба телевизионных измерений «Первого канала» называла долю в 51,5 %). По этим показателям фильм уступил «Президенту» Владимира Соловьева, вышедшему в апреле 2015 года на «России-1» (более 1,7 млн жителей, телерейтинг — 13 %, доля — 37,5 %). Показатели следующих серий росли, доля третьей составляла 36,3 %.

## Награды
- 18 августа 2017 года на 23-м кинофестивале в Сараево фильм получил приз зрительских симпатий в разделе документальных фильмов[37].

## Книга
Осенью 2017 года вышла русская версия книги «Интервью с Владимиром Путиным», созданная по мотивам одноимённого фильма.
Согласно полной версии разговора, опубликованной в книге «Интервью с Владимиром Путиным», Владимир Путин, обсуждая крушение Boeing 777 в Донецкой области, ссылался на фейковый материал телеканала RT об испанском диспетчере Карлосе, который якобы «видел в коридоре гражданского самолёта боевую машину. Никакой другой боевой машины, кроме украинской, там быть не могло».